# Antoine Fleyfel
Antoine Fleyfel, né à Beyrouth en 1977, est un théologien et philosophe franco-libanais résidant en France. Ancien professeur (titularisation romaine[Quoi ?]) à l'Université catholique de Lille (2012-2019), il est affilié depuis 2019 à l'Université Saint-Joseph de Beyrouth. Avec le soutien de l'Œuvre d'Orient, il fonde en 2020 l'Institut chrétiens d'Orient (ICO) qu'il dirige à Paris. Fleyfel est responsable du dossier universitaire à l'Œuvre d'Orient, rédacteur en chef de sa revue académique Perspectives & Réflexions, et fondateur de la collection "Pensée religieuse et philosophique arabe" publiée aux éditions de L'Harmattan. Ses écrits traitent principalement du fait et de l’extrémisme religieux, des chrétiens d'Orient, notamment dans une perspective théologique contextuelle, historique et géopolitique, ainsi que de la philosophie politique, sous l’angle des rapports entre la politique et la religion. Antoine Fleyfel a de même effectué des recherches sur le dialecte arabe libanais qu'il enseigne dans son école d'apprentissage hébergée à l'iReMMO. Il est auteur de plusieurs ouvrages, dont Manuel de parler libanais (L’Harmattan 2010, 2019), Géopolitique des chrétiens d'Orient (L’Harmattan 2013) et Les dieux criminels (Cerf, 2017). 

## Biographie
Né à l’aube de la guerre libanaise, Antoine Fleyfel a grandi dans le quartier chrétien de Beyrouth, Achrafieh. Ses expériences personnelles du conflit libanais ainsi que ses engagements ecclésiaux, politiques et culturels divers ont été déterminants pour sa pensée.
Après plusieurs années d’études théologiques, philosophiques, liturgiques et musicales à l’Université Saint-Esprit de Kaslik, Fleyfel a voyagé en France en 2000 pour poursuivre sa formation. Il a obtenu un doctorat en philosophie à l’Université de Paris 1 - Sorbonne en janvier 2007 (sujet : Le sacré et l’histoire selon Spinoza), et un doctorat en théologie à l’Université de Strasbourg en février 2011 (sujet : Jalons pour une théologie contextuelle libanaise). Professeur titulaire (enseignant-chercheur) et directeur de l'Institut de théologie pratique à l'Université catholique de Lille de 2012 à 2019, il quitte son poste pour fonder un institut dédié aux chrétiens d'Orient. Affilié en 2019 à l'Université Saint-Joseph ou il intervient régulièrement depuis 2012, Fleyfel fonde en 2020 l'Institut chrétiens d'Orient (Paris), avec le soutien de l'Œuvre d'Orient.

## Pensée
Les réflexions théologiques et philosophiques de Antoine Fleyfel convergent et se concentrent principalement sur le fait religieux et sa contextualisation, à travers la question des chrétiens d'Orient et de toutes les problématiques qui les concernent : les dialogues œcuménique et interreligieux, l'islam, le judaïsme, le renouveau des églises, les relations entre Orient et Occident, le conflit israélo-palestinien, les extrémismes religieux, la guerre libanaise, la géopolitique du Moyen-Orient, la théologie politique et la philosophie politique. 
Ses recherches sont enrichies par des investigations pluridisciplinaires (exégèse biblique, droit, histoire, politique), par des études comparatives (notamment aux endroits des tiers-mondes et des théologies de la libération) et par l’investigation de la problématique théologico-politique européenne (surtout au XVIIe siècle avec Spinoza et certains de ses contemporains, et à l’époque contemporaine avec le retour du religieux dans les sociétés séculaires occidentales).
Si "Géopolitique des chrétiens d'Orient" (L'Harmattan, 2013) porte un éclairage particulier sur la présence des chrétiens dans le Proche-Orient arabe, "Les dieux criminels" (Cerf, 2017) permet de comprendre le contexte idéologico-religieux de la région, à travers une étude de l'évangélisme sioniste, du sionisme religieux et du salafisme jihadiste. .  
Fleyfel publie des articles en arabe et en français, dans des journaux, des hebdomadaires et des revues scientifiques. Il est très régulièrement consulté par les médias et par la presse.

## Le dialecte libanais
Antoine Fleyfel a enseigné le parler arabe libanais à partir de 2004, au Foyer franco-libanais et à l’Institut de monde arabe. Il poursuit actuellement cette activité à l'iReMMO. Son expérience d’enseignement l'a amené à rédiger quatre manuels d'apprentissage de ce dialecte : « Manuel de parler libanais » (L’Harmattan, 2010), « Exercices de parler libanais » (L’Harmattan, 2011) « Conjugaisons de parler libanais », (L’Harmattan, 2011) et « Lexique libanais de poche » (L'Harmattan, 2019). Il est coauteur de la première application pour smartphones de l'enseignement du dialecte libanais : "Keefak".